# باتريك جونستون (سياسي)
باتريك جونستون (بالإنجليزية: Patrick Johnston)‏ هو سياسي أمريكي، ولد في 3 سبتمبر 1946. انتخب عضو مجلس ولاية كاليفورنيا وانتخب عضو جمعية ولاية كاليفورنيا.